# Verwaltungsgemeinschaft Geithain

Lage der Verwaltungsgemeinschaft Geithain im Landkreis Leipzig (Stand: 30. Juni 2017)

Die Verwaltungsgemeinschaft Geithain war eine Verwaltungsgemeinschaft im Freistaat Sachsen im Landkreis Leipzig. Sie wurde am 1. Januar 2002 gegründet und lag im Süden des Landkreises, zirka 20 km südöstlich der Kreisstadt Borna und zirka 26 km östlich der Stadt Altenburg. Das Gemeinschaftsgebiet lag in der Landschaft Kohrener Land im Sächsischen Hügelland. Durch Geithain führte die Bundesstraße 7 und durch den Narsdorfer Ortsteil Dölitzsch die Bundesstraße 175. Auch die Bahnstrecken Leipzig–Chemnitz bzw. nach Zwickau führten durch das Gemeinschaftsgebiet.
Die Verwaltungsgemeinschaft wurde zum 1. Juli 2017 aufgelöst, als Narsdorf nach Geithain eingemeindet wurde. Letzter Verwaltungsvorsitzender war Frank Rudolph.

## Die Gemeinden mit ihren Ortsteilen
- Geithain mit den Ortsteilen Geithain (Stadt), Mark Ottenhain, Niedergräfenhain, Syhra, Theusdorf und Wickershain
- Narsdorf mit den Ortsteilen Bruchheim, Dölitzsch, Kolka, Narsdorf, Niederpickenhain, Oberpickenhain, Ossa, Rathendorf und Wenigossa